# Moussa Daweye
Moussa Daweye (* 25. April 1958) ist ein ehemaliger nigrischer Leichtathlet, der sich auf den Mittelstreckenlauf spezialisiert hatte.

## Biografie
Moussa Daweye startete bei den Olympischen Spielen 1984 in Los Angeles im 800-Meter-Lauf, wurde jedoch in seinem Vorlauf disqualifiziert.